# شیکاگو ریج (ایلینوی)
شیکاگو ریج (به انگلیسی: Chicago Ridge) یک منطقهٔ مسکونی در ایالات متحده آمریکا است که در شهرستان کوک (ایلینوی) واقع شده‌است. شیکاگو ریج ۵٫۸۷ کیلومتر مربع مساحت و ۱۴٬۳۰۵ نفر جمعیت دارد.